# Kim Reynierse
Kim Reynierse, född 10 januari 1961, är en arubansk friidrottare. Han deltog vid olympiska sommarspelen 1992.